# Binnya E Law
Cette page contient des caractères spéciaux ou non latins. S’ils s’affichent mal (▯, ?, etc.), consultez la page d’aide Unicode.
Binnya E Law (birman ဗညားအဲလော, bəɲá ʔɛ́ lɔ́ ; ~ avril 1307–1348) fut le septième souverain du Royaume d'Hanthawaddy, en Basse-Birmanie, de 1331 à sa mort. Placé sur le trône par sa demi-sœur la reine Sanda Min Hla, ce fils du roi Hkun Law repoussa en 1331 une invasion du Royaume de Sukhothaï et cessa de lui payer tribut. Il transféra sa capitale à Pégou et régna pendant 17 ans.

## Arrière-plan
Binnya E Law était un fils du roi Hkun Law († 1311) et un neveu de Wareru, le fondateur du royaume. Comme ses prédécesseurs, il était à la fois d'ascendance shane et mône. (Il était au moins à un quart Shan, puisque son père Hkun Law était demi-Shan.) Il devint gouverneur de Pégou en 1331, après la mort du roi Saw Zein.

## Règne
Binnya E Law fut placé sur le trône par la reine Sanda Min Hla, responsable de la mort des deux rois précédents, Zein Pun et Saw E, dans les mois suivants celle de Saw Zein. Sanda Min Hla, reine-consort de Saw Zein et Saw E, était la demi-sœur de Binnya E Law (elle avait comme lui pour père, le roi Hkun Law.)
Il eut immédiatement à repousser une attaque du Royaume de Sukhothaï. Le roi Nguanamthom de Sukhothaï avait envoyé une armée pour venger l'assassinat de son petit-fils Saw E par Sanda Min Hla. Binnya E Law la vainquit près de Martaban. À partir de ce moment, Hanthawaddy rejeta son statut de vassal nominal de Sukhothaï, qui était en décadence et ne l'attaqua plus.
Binnya E Law transféra sa capitale à Pégou (comme l'avait déjà fait Saw Zein), et y régna jusqu'à sa mort en 1348. Il fit de sa demi-sœur Sanda Min Hla sa reine principale. (Il n'avait probablement pas le choix. D'après les chroniques mônes et birmanes, quand Sanda Min Hla le convoqua pour le faire monter sur le trône, il se rendit à Martaban sans aucune de ses concubines. Sanda Min Hla aurait tué le roi Saw E parce qu'il passait trop de temps avec les siennes.)
À sa mort en 1348, son neveu Binnya U lui succéda.